# آتش‌ها برافروختند
آتش‌ها برافروختند (انگلیسی: Fires Were Started) فیلمی در ژانر مستند به کارگردانی هامفری جنینگز است که در سال ۱۹۴۳ منتشر شد. فیلم به زندگی آتش‌نشانان در طول جنگ جهانی دوم می‌پردازد. او در این فیلم از مأموران آتش‌نشانی واقعی به جای بازیگران حرفه‌ای استفاده کرده است.